# Niall Roberts
Niall Roberts est un nageur guyanien. Il participe aux Jeux olympiques de 2008 et de 2012.

## Biographie
Niall Roberts participe aux Jeux olympiques de 2008. Il est le plus jeune de la délégation guyanienne. 
Il participe aux Jeux olympiques de 2012.